# Pamiątka śmierci Jezusa Chrystusa

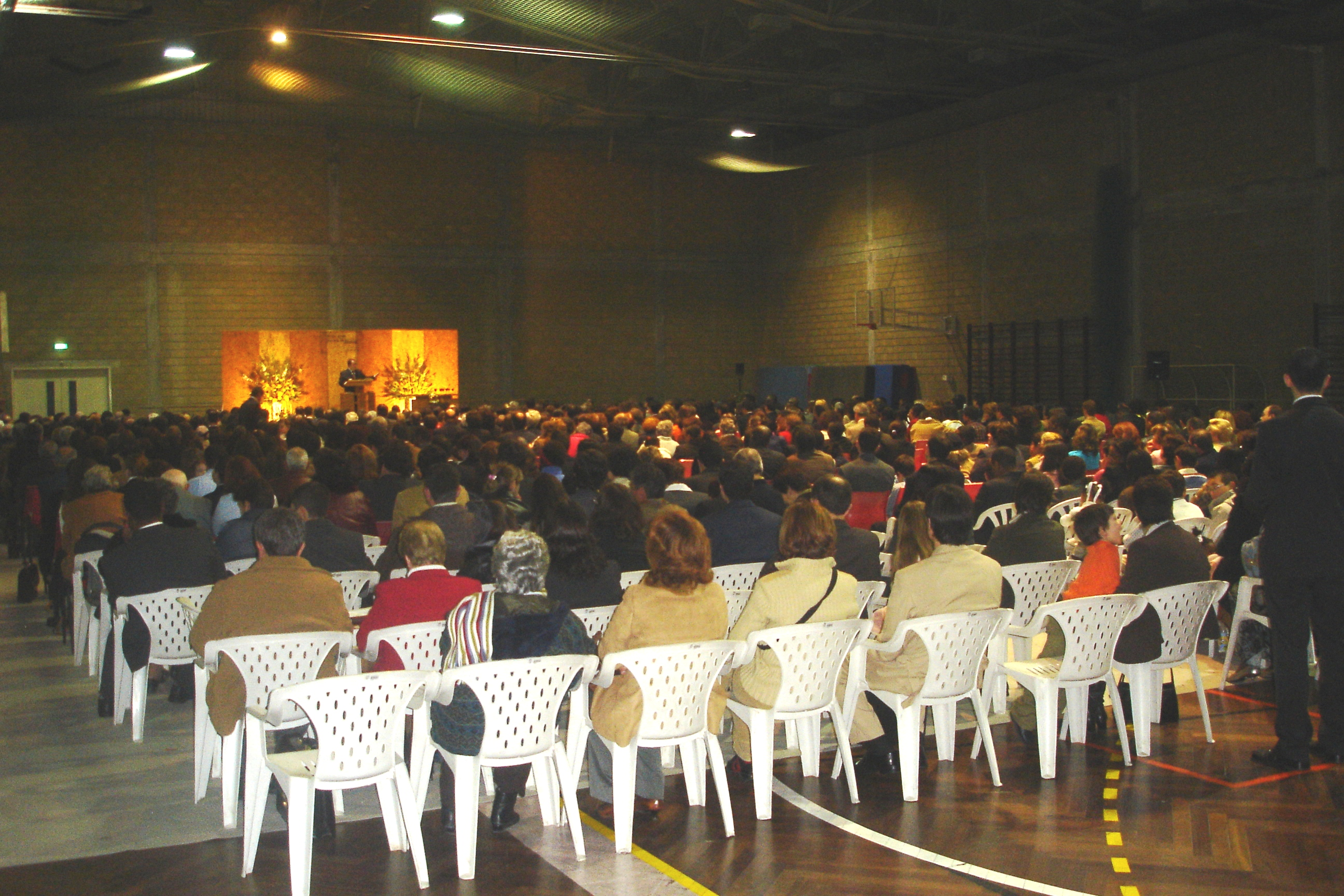
Obecni na uroczystości Pamiątki śmierci Jezusa Chrystusa w wynajętej hali w Portugalii (2005)

Pamiątka śmierci Jezusa Chrystusa – doroczne święto obchodzone przez wyznania wywodzące się z ruchu Badaczy Pisma Świętego, obchodzone m.in. przez Świadków Jehowy, Świecki Ruch Misyjny „Epifania”, Zrzeszenie Wolnych Badaczy Pisma Świętego. Uważają, że jest to jedyne święto, którego obchodzenie nakazał – według Biblii – Jezus Chrystus. Uroczystość ta jest obchodzona w zborach od 1874 roku.

## Opis uroczystości
Ugrupowania religijne wywodzące się z ruchu badackiego zbierają się najczęściej 13 nisan przed zachodem słońca, a symbole chleba i wina przyjmują po zachodzie, który rozpoczyna 14 nisan. Świadkowie Jehowy uważają, że celem obchodzenia Wieczerzy Pańskiej (Pamiątki) jest upamiętnienie śmierci Jezusa oraz wyrażenie wdzięczności za ofiarę, jaką złożył za ludzi. Doroczna uroczystość nie jest sakramentem czy obrzędem religijnym, w wyniku którego dostępuje się łaski lub przebaczenia grzechów.
Podstawą biblijną obchodzenia Pamiątki jest m.in. Pierwszy List do Koryntian, 11 rozdział wersety 24 i 25:

złożył podziękowania, połamał go i rzekł: Ten chleb oznacza moje ciało, które ma być dane za was. Czyńcie to na moją pamiątkę. To samo zrobił z kielichem. Po posiłku paschalnym powiedział: Ten kielich oznacza nowe przymierze na mocy mojej krwi. Ilekroć będziecie z niego pić, czyńcie to na moją pamiątkę.
(NW)

U Świadków Jehowy podczas Pamiątki odbywającej się najczęściej w Sali Królestwa (w wyjątkowych sytuacjach z programu godzinnej uroczystości można skorzystać poprzez serwis internetowy jw.org oraz inne komunikatory internetowe – w tym wideokonferencje), wygłaszany jest okolicznościowy 45-minutowy wykład biblijny, przybliżający Ostatnią Wieczerzę Jezusa, znaczenie i korzyści jego śmierci. Rozpoczyna się i kończy (jak wszystkie zebrania Świadków Jehowy) pieśnią i modlitwą. Podczas Pamiątki osoby namaszczone (należące do grona 144 000 osób mających w przyszłości żyć w niebie by współrządzić z Chrystusem) spożywają symbole w postaci przaśnego chleba i czerwonego wina, natomiast osoby mające nadzieję na życie wieczne na ziemi tylko przekazują sobie symbole z rąk do rąk. Do roku 1935 emblematy spożywali wszyscy członkowie tego wyznania, natomiast po tym roku tylko osoby uważające się za namaszczone. Uznawana przez Świadków Jehowy za najważniejsze wydarzenie w roku.
W okresie przed świętem Pamiątki Świadkowie Jehowy zapraszają zainteresowanych, członków swych rodzin oraz osoby napotkane w służbie kaznodziejskiej na uroczystość. W 2024 roku Wieczerza Pańska zgromadziła na całym świecie 21 119 442 osoby(w Polsce w roku 2024 – 181 252). W 2024 roku wśród Świadków Jehowy emblematy spożywało 22 212 osób.

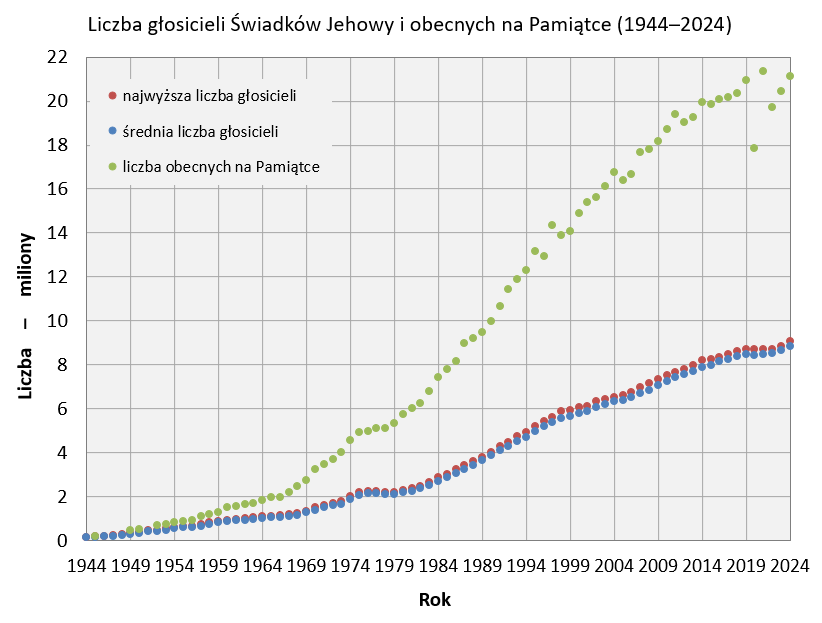
Liczba głosicieli Świadków Jehowy na świecie oraz obecnych na Pamiątce od roku 1944 na podstawie Roczników Świadków Jehowy

## Symbole
W trakcie święta Wieczerzy Pańskiej Świadkowie Jehowy używają wyłącznie przaśnego chleba oraz zwykłego czerwonego wina. Emblematy te symbolizują ciało i krew Chrystusa, lecz nie uważa się ich za literalne ciało i krew, ani nie przyjmuje się, jakoby w trakcie uroczystości miała zachodzić cudowna przemiana w literalne ciało i krew Jezusa. W trakcie uroczystości używa się wyłącznie chleba bez zakwasu czy innych dodatków oraz zwykłego czerwonego wina, niedosładzanego, niealkoholizowanego i nieprzyprawianego. Emblematy te mają symbolizować bezgrzeszne ciało Chrystusa oraz złożoną przez niego ofiarę. Używa się takiego chleba i wina, jakimi w ich przekonaniu posłużył się Jezus, a które pozostały po spożytym przez Jezusa i apostołów posiłku paschalnym.

## Spożywający emblematy
Wśród Świadków Jehowy chleb i wino podczas Wieczerzy Pańskiej spożywa zaledwie niewielka część tej społeczności religijnej. Dzieje się tak, ponieważ uważają oni, że przelana krew Jezusa umożliwiła ustanowienie „nowego przymierza”, które zastąpiło przymierze zawarte pomiędzy Bogiem a starożytnym narodem izraelskim. Dlatego w trakcie tej uroczystości chleb i wino spożywają wyłącznie osoby bezpośrednio objęte „nowym przymierzem”. Osoby te, w szczególny sposób powołane przez Boga, będą panować w niebie wspólnie z Chrystusem nad ludzkością mieszkającą w raju na ziemi. Świadkowie Jehowy uważają, że przywileju współrządzenia w niebie wspólnie z Chrystusem dostąpi ograniczona grupa 144 000 osób.
Zdecydowana większość obchodzących święto Pamiątki śmierci Jezusa Chrystusa ma nadzieję na otrzymanie w darze życia wiecznego na ziemi, w raju podobnym do tego, w jakim żyli Adam i Ewa. Osoby te nie spożywają chleba i wina w trakcie święta Wieczerzy Pańskiej, jednak z wdzięczności za ofiarę złożoną przez Jezusa przyłączają się do obchodzenia tej uroczystości.

## Sposób wyznaczania daty
Według Świadków Jehowy i Świeckiego Ruchu Misyjnego „Epifania” Pamiątka rozpoczyna się w 14 dniu licząc od widocznego w Jerozolimie pierwszego sierpa Księżyca po nowiu (około 1 dzień po nowiu astronomicznym) najbliższym wiosennemu zrównaniu dnia z nocą, czyli 14 dnia miesiąca nisan według żydowskiego starożytnego kalendarza z I wieku n.e. Natomiast Wolni Badacze Pisma Świętego obchodzą to święto 14 nisan według współczesnego kalendarza żydowskiego.
Świadkowie Jehowy obchodząc Pamiątkę śmierci Jezusa Chrystusa 14 dnia żydowskiego miesiąca nisan do wyznaczania tej daty używają tradycyjnego, stosowanego przez Żydów w czasach Jezusa, kalendarza księżycowego, w którym poszczególne miesiące rozpoczynają się od nowiu. Pierwszy nisan wyznaczają, kiedy Księżyc jest widoczny w Jerozolimie pierwszy raz tuż po nowiu najbliższym wiosennemu zrównaniu dnia z nocą. Święto Pamiątki przypada więc trzynaście dni później, 14 nisan po zachodzie Słońca. Współcześnie Żydzi stosują kalendarz księżycowo-słoneczny.
W roku 2025 uroczystość Wieczerzy Pańskiej (Pamiątki) wypada w sobotę 12 kwietnia.
Uroczystość ta jest obchodzona w zborach raz do roku, ponieważ Jezus ustanowił Wieczerzę Pańską dokładnie w dniu żydowskiego święta Paschy, a sam poniósł śmierć jeszcze tego samego dnia, licząc dobę od zachodu słońca do zachodu słońca kolejnego dnia. Święto Paschy było obchodzone przez Izraelitów raz w roku. Na coroczne obchodzenie uroczystości wskazuje zdaniem Świadków Jehowy również biblijne przyrównanie ofiary złożonej przez Jezusa do baranka paschalnego.